# Old Navy
Old Navy là một công ty bán lẻ đồ trang sức và quần áo của Mỹ thuộc sở hữu của tập đoàn đa quốc gia Mỹ Gap Inc. Công ty có trụ sở chính trong khu vực Mission Bay của San Francisco. Cửa hàng lớn nhất của Old Navy là các cửa hàng hàng đầu, đặt tại các thành phố New York, Mall of America, Seattle, Chicago và San Francisckwirneuqvo.